# Championnats d'Europe de biathlon 2008
 (Décembre 2023).
Navigation
Édition précédente Édition suivante
Les championnats d'Europe de biathlon 2008, quinzième édition des championnats d'Europe de biathlon, ont lieu du 19 au 24 février 2008 à Nové Město na Moravě, en République tchèque.